# 阿吾寿朗
阿吾寿朗（あご じゅうろう、1934年3月11日 - 1990年 没）は、漫才師、元吉本新喜劇の役者で一時は座長も務めた。本名:高橋享。

## 人物
青森県十和田市生まれ、法政大学在学中に映画のエキストラを経験、役者になる為、大学を中退し晩年の榎本健一の元に弟子入り、あごぼん十の名で喜劇の舞台に立つ。喜劇役者のかたわらはせさん治と漫才を組む。1968年に角座に出演の為に来阪。1970年11月、吉本新喜劇に入団。翌年に阿吾十朗の名で準座長に昇進。1972年に座長に就任。1974年に座長の座を若い座員に譲る。1980年2月より今喜多代と組み漫才に復帰。その後コンビを病気の為に解消、引退した。後に通っていたスナックのママに看取られつつ死去。没年・没年齢不明。芸名も新喜劇在籍時には「阿古凡十」「阿吾十朗」とたびたび変えている。
アゴがしゃくれている特徴的な顔が特徴。現在新喜劇では辻本茂雄がアゴネタを継承している。一時辻本茂雄はタイヘイトリオのタイヘイ夢路との間の隠し子説まで出ていた。

## ギャグ
- 「よぉーし!よぉーし!よぉ～し!!」と言い特徴のある顎を突き上げる。